# ديل آل عبد السلام (صحم)
دِيل ال عبد السلام منطقة سكنية تقع في ولاية صحم، التابعة لمحافظة شمال الباطنة في سلطنة عمان. يقدر عدد سكانها بـ 6646 نسمة حسب إحصاء عام 2010 التابع للمركز الوطني للإحصاء والمعلومات الحكومي. رمز المنطقة هو 60420110.

## الوصلات الخارجية
- المركز الوطني للإحصاء والمعلومات، سلطنة عمان